# Aleksander Falzmann
Aleksander Falzmann (ur. 24 sierpnia 1887 w Łodzi, zm. 4 maja 1942 w KL Dachau) – polski duchowny luterański i działacz społeczny pochodzenia niemieckiego, radca Konsystorza i członek Synodu Kościoła Ewangelicko-Augsburskiego w RP w okresie II Rzeczypospolitej.

## Życiorys

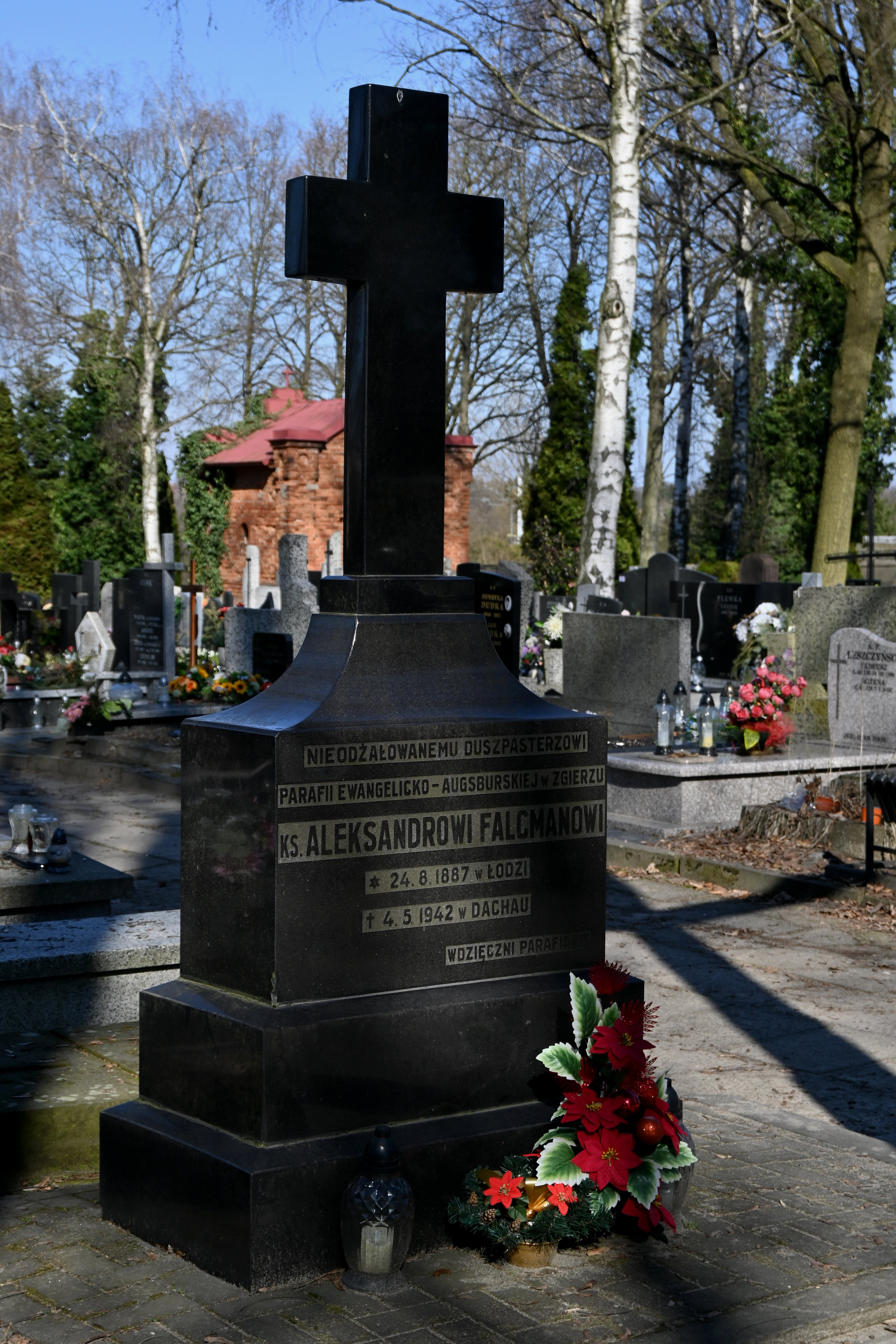
Symboliczny grób ks. Aleksandra Falzmanna na cmentarzu ewangelickim w Zgierzu

Urodził się w Łodzi jako syn przemysłowca Alojzego Falzmanna i Emilii Groehne. Miał pięcioro rodzeństwa przyrodniego (z pierwszego małżeństwa ojca z Pauliną Buhle) oraz czworo z drugiego małżeństwa ojca. Mimo iż jego rodzina była pochodzenia niemieckiego, to w domu rodzinnym mówiono w języku polskim, a sam Aleksander został wychowany w duchu polskości. Kształcił się w łódzkim gimnazjum o profilu humanistycznym, jednak ze względu na wydarzenia łódzkie 1905 i zamknięcie szkoły zmuszony był wyjechać do Kijowa, gdzie ostatecznie zdał egzamin maturalny. W latach 1908–1912 studiował teologię ewangelicką w Dorpacie. Ordynację na duchownego przyjął 8 grudnia 1912 z rąk biskupa Juliusza Bursche i podjął posługę wikariusza łódzkiej parafii ewangelicko-augsburskiej. W tym okresie poślubił również Łucją Seiler (zm. 1977). 30 listopada 1913 urodził się ich syn – Karol Aleksander (zm. 2002).
W 1914 został mianowany proboszczem-administratorem parafii w Pułtusku i Mławie. Po wybuchu I wojny światowej, gdy władze rosyjskie nakazały wysiedlenie miejscowych ewangelików w głąb Rosji, ks. Falzmann za zgodą swojego zwierzchnika bpa Juliusza Bursche dobrowolnie udał się wraz z przesiedleńcami do Charkowa, gdzie otoczył ich dalszą opieką duszpasterską. Po zakończeniu działań wojennych ks. Falzmann powrócił do Pułtuska, gdzie podjął starania w kierunku odzyskania urzędu proboszcza wchodząc w konflikt z niemieckim Konsystorzem, który przejął parafię. W Pułtusku na świat w 1919 przyszła córka Falzmannów – Irena (zm. 2008).
W 1920 został wybrany, mimo sprzeciwu części parafian pochodzenia niemieckiego, na nowego proboszcza parafii ewangelicko-augsburskiej w Zgierzu k. Łodzi. Zastąpił na tym urzędzie ks. Karola Seriniego. Funkcję proboszcza zgierskiej parafii piastował do wybuchu II wojny światowej. W Zgierzu przyszła na świat również druga córka państwa Falzmannów – Ina (zm. 2007). Jako proboszcz zgierskiej parafii ks. Aleksander Falzmann uważany był za zwolennika bpa Juliusza Bursche. W tym czasie na terenie parafii działały między innymi dom starców, dom sierot i ochronka, a sam proboszcz zaangażowany był w szeroką działalność społeczną na terenie Zgierza. W okresie Synodu Konstytucyjnego Kościoła w latach 1922/1923 pełnił funkcję jednego z czterech sekretarzy Synodu. W latach 1925–1930 pełnił funkcję kierownika Szkoły Ewangelistów w Zgierzu. W 1937 został przedstawicielem (delegatem) duchowieństwa w Synodzie Kościoła, zaś w 1938 został także radcą Konsystorza Kościoła Ewangelicko-Augsburskiego w RP. W 1937 rozważał możliwość objęcia parafii w Mikołowie na Górnym Śląsku, jednak ostatecznie zdecydował się nie opuszczać zgierskiej parafii.
Po wybuchu II wojny światowej i zbombardowaniu zgierskiego kościoła próbował zabezpieczyć ocalałe dobra kościelne. W pierwszych dniach okupacji niemieckiej został wraz z grupą zakładników osadzony w kościele św. Katarzyny. Po zwolnieniu został ponownie aresztowany już 28 września 1939 i poddany brutalnemu śledztwu. W czerwcu 1940 został deportowany do niemieckiego-nazistowskiego obozu koncentracyjnego Dachau, następnie do KL Sachsenhausen i w grudniu 1940 ponownie do KL Dachau. W obozie był wielokrotnie bity i poddawany eksperymentom medycznym. Podobno zaszczepiono mu także flegmonę (ropowicę). 4 maja 1942 ze względu na skrajne wycieńczenie został włączony do transportu do komory gazowej. Zmarł na atak serca jeszcze w trakcie transportu. Jego prochów nie wydano rodzinie. Na cmentarzu ewangelickim w Zgierzu znajduje się jego grób symboliczny odsłonięty w 1952 przez bpa Karola Kotulę. Tablica pamiątkowa poświęcona ks. Aleksandrowi Falzmannowi znajduje się także w zgierskim kościele ewangelickim.

## Ordery i odznaczenia
- Złoty Krzyż Zasługi (9 listopada 1932)[5]